# Södra Nässjön
Södra Nässjön är en sjö i Malung-Sälens kommun i Dalarna och ingår i Göta älvs huvudavrinningsområde. Sjön har en area på 0,703 kvadratkilometer och ligger 373,3 meter över havet. Sjön avvattnas av vattendraget Näsån. Vid provfiske har abborre, gädda, mört och siklöja fångats i sjön.

## Delavrinningsområde
Södra Nässjön ingår i det delavrinningsområde (671815-138320) som SMHI kallar för Utloppet av Södra Nässjön. Medelhöjden är 413 meter över havet och ytan är 11,1 kvadratkilometer. Det finns inga avrinningsområden uppströms utan avrinningsområdet är högsta punkten. Näsån som avvattnar avrinningsområdet har biflödesordning 3, vilket innebär att vattnet flödar genom totalt 3 vattendrag innan det når havet efter 423 kilometer. Avrinningsområdet består mestadels av skog (74 procent) och sankmarker (11 procent). Avrinningsområdet har 1,23 kvadratkilometer vattenytor vilket ger det en sjöprocent på 11,1 procent.